# زبان فریسی غربی

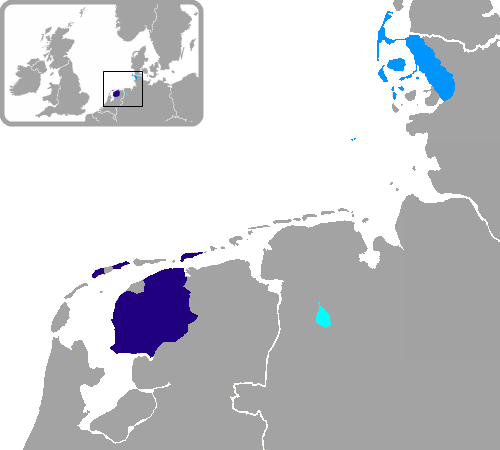
فریسی غربی
فریسی شمالی
فریسی ساترلند

فریسی غربی (Frysk) (به آلمانی: Westerlauwers Fries) از زبان‌های فریسی است که در استان فریسلاند (در شمال هلند) رواج دارد. این زبان حدود ۳۵۰ تا ۷۰۰ هزار گویشور دارد.